# つくば市農業協同組合
つくば市農業協同組合（つくばしのうぎょうきょうどうくみあい）は、茨城県つくば市に本店を置く農業協同組合。略称JAつくば市。

## 概要
- 事業範囲：茨城県つくば市（桜・大穂・豊里・筑波・茎崎地域）

## 沿革
- 1948年（昭和23年） - 戦前の農業会を民主化する形で上郷・旭・今鹿島農業協同組合が発足した[1]。
- 1950年（昭和25年） - 上郷農協が事務所と野菜選果場を建設する[2]。
- 1966年（昭和41年）2月 - 北条・作岡・菅間・田井・田水山第一・筑波の6農協が合併して、筑波農業協同組合が発足する[3]。
- 1976年（昭和51年）2月1日 - 上郷・旭・今鹿島の3つの農協が合併して、豊里農業協同組合が発足する[2]。
- 1981年（昭和56年） - 小田農協を筑波農業協同組合に統合する[3]。
- 2003年（平成15年） つくば市桜・つくば市筑波・つくば市豊里・つくば市中央・茎崎の5つの農協が合併して、つくば市農業協同組合が発足する[4]。

## 本支店

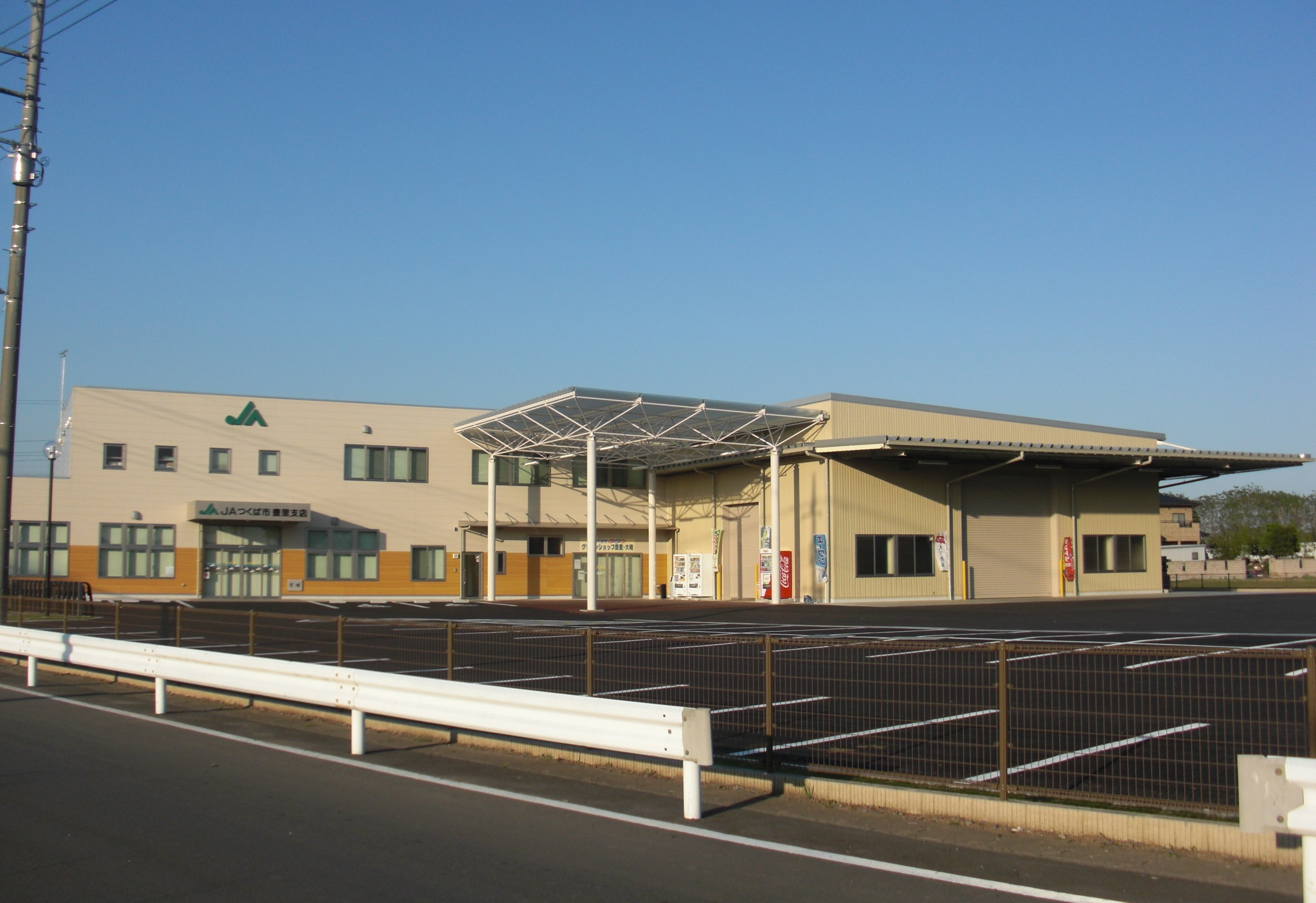
豊里支店

- 本店 - 東岡335番地
  - 桜支店併設
- 茎崎支店 - 小茎287番地
- 筑波東支店 - 北条5215番地
- 筑波西支店 - 作谷1102番地1
- 大穂支店  - 篠崎555番地1
- 豊里支店 - 今鹿島4165番地1

## 主な事業
- 営農事業 - 営農経済センターを3箇所（北部・南部・西部）設置。
- 販売事業 - 農産物直売所を4箇所（桜・茎崎・筑波・四季の郷）開設。
- 購買事業 - 農機・燃料センター、グリーンショップ（桜・茎崎・筑波・大穂）、葬祭センター等の開設。
- 利用・加工事業 - ライスセンター・カントリーエレベーター・種子センターの経営
- 信用事業 - JAバンク。統一金融機関コードは4363。
- 共済事業 - JA共済
- 資産管理事業 - 賃貸住宅等

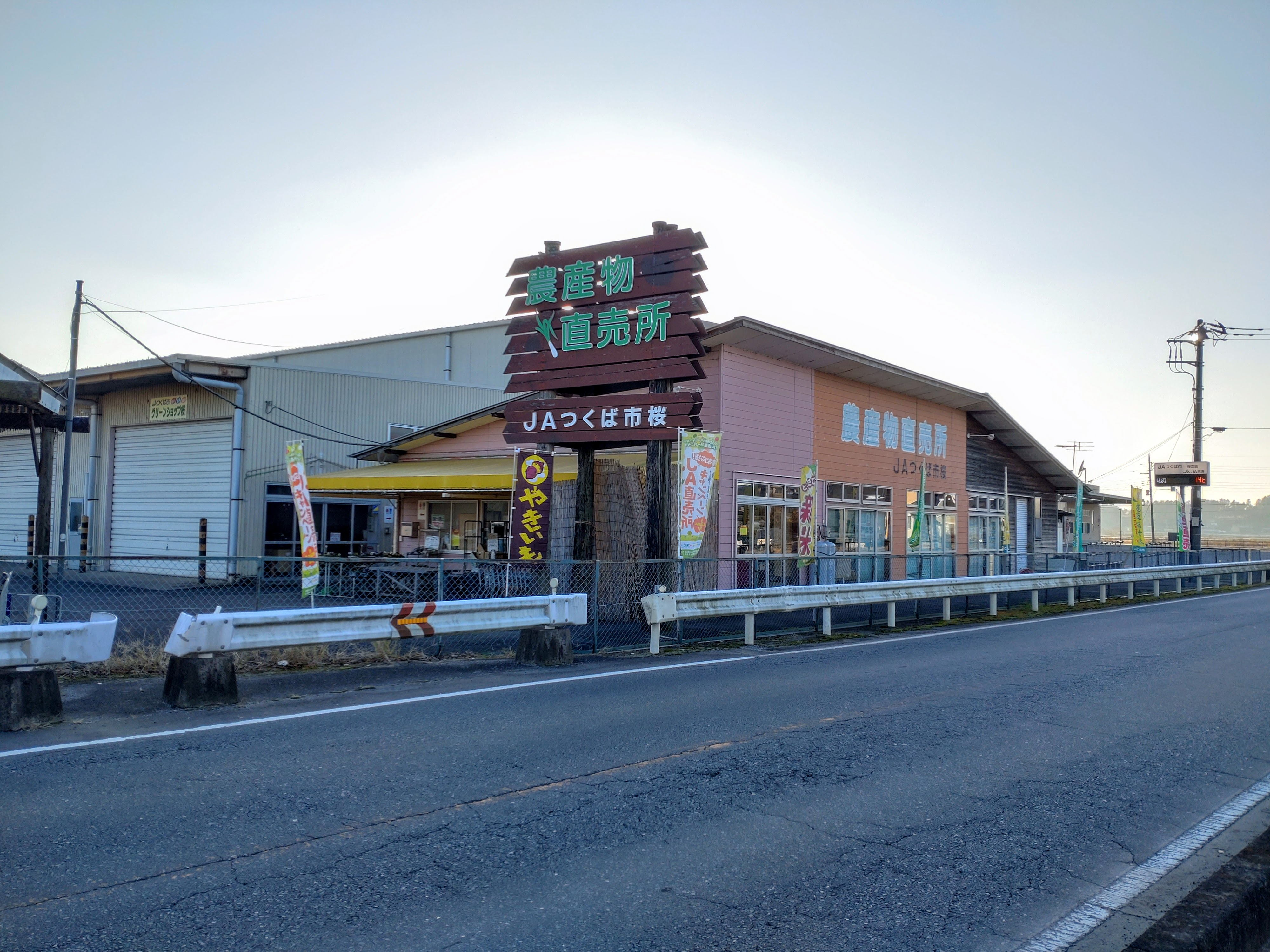
桜農産物直売所
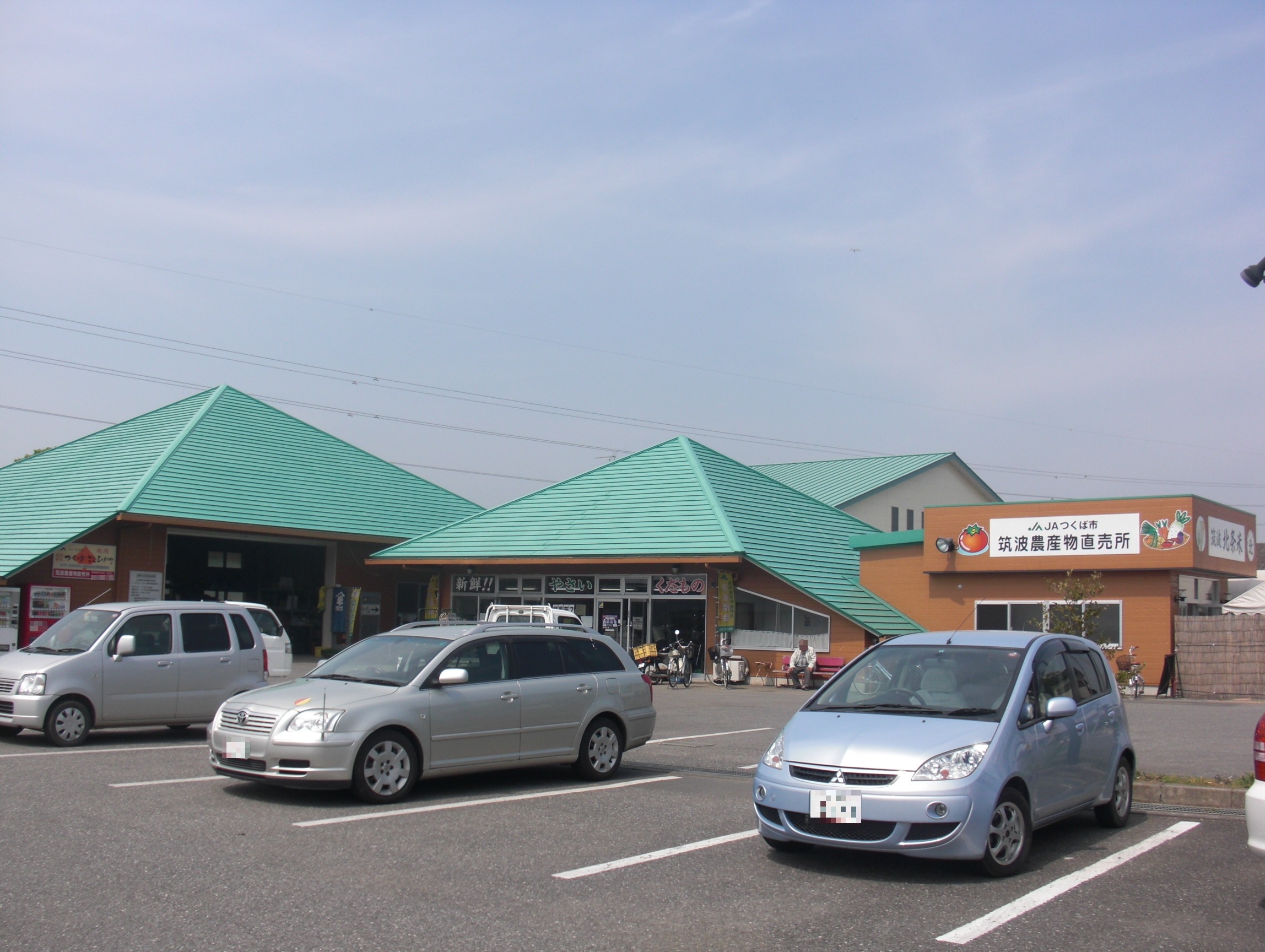
筑波農産物直売所
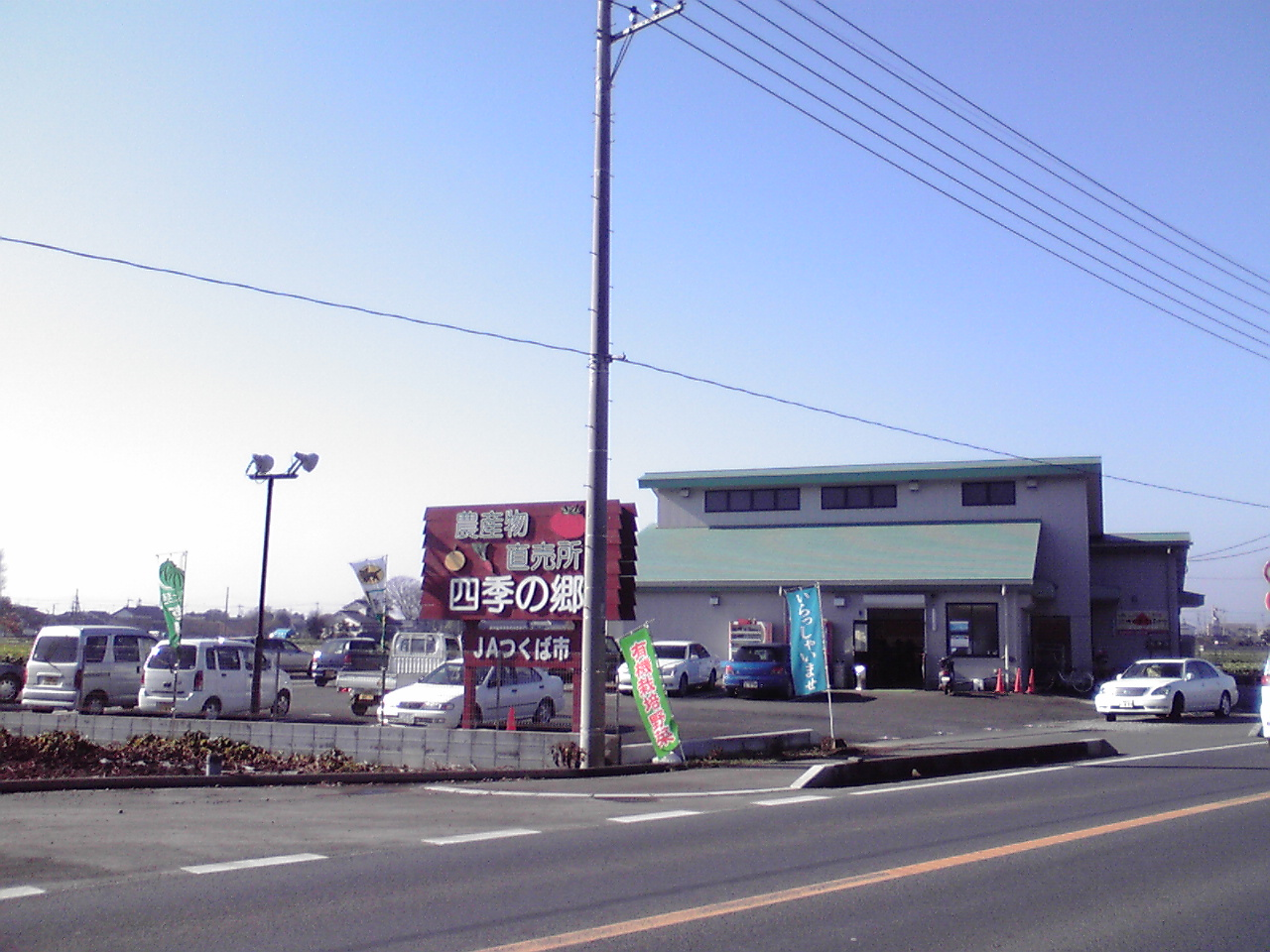
農産物直売所「四季の郷」

## 主な生産品
- 芝（栽培面積日本一）
- 米（コシヒカリ、ブランド米＝筑波北条米）
- ブルーベリー
- ねぎ（つくばねぎ）